# Paul King (Drehbuchautor)
Paul King (* 14. Juli 1926 in Los Angeles, Kalifornien; † 10. Juli 1996 in Newport Beach, Kalifornien) war ein US-amerikanischer Drehbuchautor und Film- und Fernsehproduzent.

## Leben
King studierte an der Loyola Marymount University und University of Southern California. Ab 1950 war er im Filmgeschäft für verschiedene Filmunternehmen vor allem im Bereich der Drehbuchentwicklung tätig. Außerdem war er als Produzent an verschiedenen Fernsehformaten beteiligt. Er stieg schließlich bis zum Vizepräsident des Columbia Broadcasting System und später auch der National Broadcasting Company auf. Zuletzt trat er 1988 als Produzent und Autor in Erscheinung.
Als Drehbuchautor lag sein Fokus auf Fernsehserien, darunter Tausend Meilen Staub. Häufig arbeitete er mit dem Drehbuchautor Joseph Stone zusammen. Die beiden waren auch an der Drehbuchentwicklung zum Film Unternehmen Petticoat beteiligt und wurden gemeinsam mit den übrigen Beteiligten 1960 für den Oscar in der Kategorie Bestes Originaldrehbuch nominiert.
King war zwei Mal verheiratet und Vater mehrerer Kinder.

## Filmografie (Auswahl)
- 1958: Der Tod reitet mit (Wild Heritage)
- 1959: Unternehmen Petticoat (Operation Petticoat)
- 1959–1960: Pony Express (Fernsehserie)
- 1960: Bonanza (Fernsehserie, 1 Folge)
- 1960–1961: Stagecoach West (Fernsehserie)
- 1963–1964: Tausend Meilen Staub (Rawhide, Fernsehserie)
- 1965–1966: Daniel Boone (Fernsehserie)
- 1980: New York Police Plaza (One Police Plaza)
- 1988: Im Zeichen der roten Spinne (The Red Spider)